# ペティコート

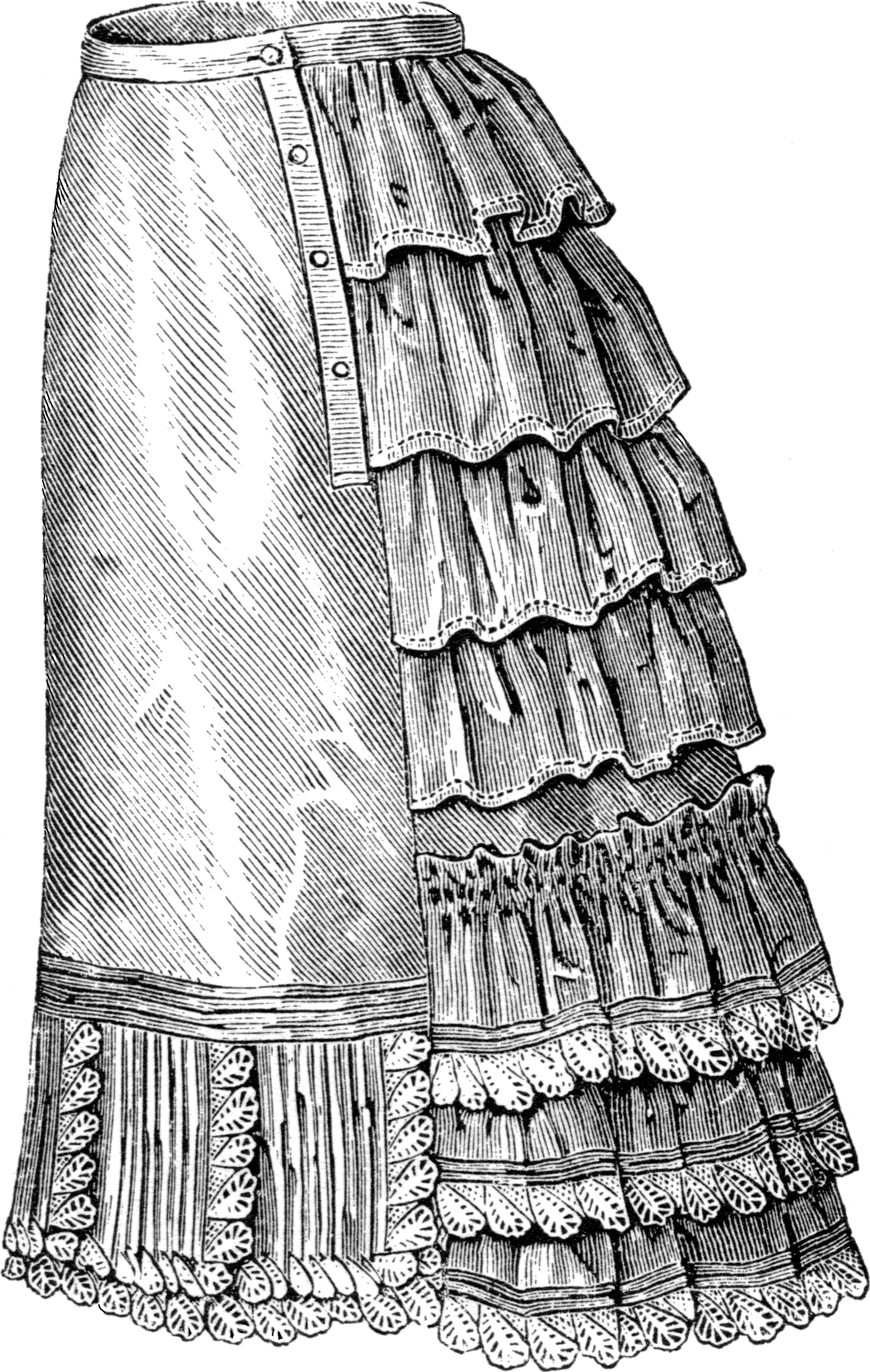
1882年頃のペティコート、フラール生地

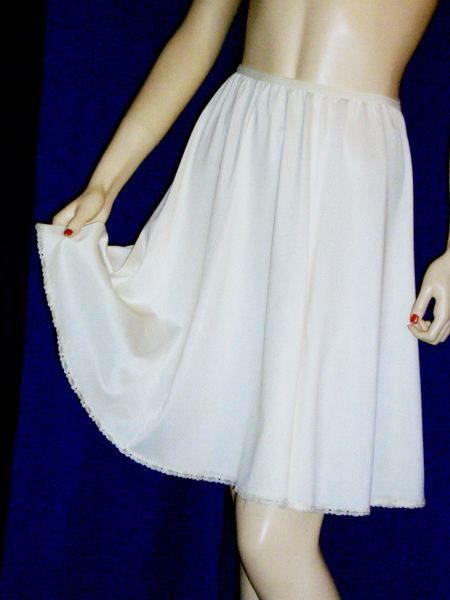
現代のペティコート

ペティコート（ペチコート）（英語：petticoat、仏語：jupon）は、19世紀～20世紀及び現代における、被服のスカートの下に着用する女性用の下着・ファウンデーション。とりわけ現在の日本では、ランジェリーの一種の名称となっている。スカート生地の滑りをよくする目的と、スカートのシルエット形成目的で使われる。
スカートという服飾は、元々、男女の衣類に使用されており、ドレスやコートなどの腰より下の部分を指す言葉である。歴史的には、女性用の衣服がスカートの名で呼ばれるようになるのは、19世紀半ば以降のことである。西欧で16世紀頃より様々なスタイルに展開した「スカート状ドレス」は、むしろ、ペティコートとも呼ばれていた。
従って、19世紀初期以前にイギリスなどでペティコートと呼ばれていた衣装は、今日のような女性用・子供用のアンダースカート、つまり下着ではなく、アウターウェアとしての女性用ドレスであり、ガウンの形状のドレスの一部でもあった。

## アンダースカートとしてのペティコート
アンダースカートとしてのペティコートは、スカート生地のシルエットの維持と滑りをよくするためにスカートの下に着用する。普通はスカートの裾丈よりも、5cm から 10cm ほど短い。スカートと合わせてみて、スカートの裾からペティコートがはみ出るようであれば、もう少し短い丈のペティコートが望ましいことになる。しかし、スカートより幾らか長めで、ペティコートの裾が外から見えるようになっている特殊なものもある。すべてのペティコートは、裏地のないスカートのまつわりつきを防ぐ機能性がある。
アンダースカートとしてのペティコートは、裾丈によってざっくりと3種類に分類される。
ロングペティコート
裾丈 70cm 程度。ロングスカートの下にはく。
ミディペティコート
裾丈 55cm 程度。ミディスカートの下にはく。
ミニペティコート
裾丈 40cm 程度。ミニスカートの下にはく。

## スカートとペティコートの合体
一般のスーツやドレスが裏地を備えているように、スカートもまた裏地を付けて仕立てたものがある。裏地は、ペティコートなどと同様、ポリエステルなどの薄く、サテン織で滑らかな静電気を帯びない静電防止の素材が使われるが、このような裏地付き仕立てのスカートはペティコートの機能を合体させている設計とも言える。
日本でも1980年代後半までは、ペティコートをスカートの下に着用する日常習慣（さらにペティコートの下にパンストを穿いていることが多い）があった。これは、特にランジェリーやファウンデーションであることを意識してではなく、単衣の合繊衣類などが静電気を帯びることから、被服の機能とスカートの滑りをよくしてパンストの伝線を防止する目的だった。

## 英語におけるペティコート
英語では、「ペティコートをはいた（in petticoat (s)）」は、女性の意味になる。18世紀の政治家・随筆家のホレス・ウォルポールは、フェミニズム思想の先駆者のメアリ・ウルストンクラフトを「ペティコートをはいたハイエナ（a hyena in petticoats）」と呼んだ。これは「女ハイエナ」の意味で、この場合の「ペティコート」は、今日イメージするような下着ではなく、表着としてのドレスである。
また、petticoat government（ペティコート・ガヴァーンメント）は直訳すると、「ペティコート政府」だが、これは「女天下・かかあ天下」の意味である。この場合も、現在の用語である「下着」としてのペティコートではない。
フランス王ルイ15世の愛妾ポンパドゥール夫人、ロシアのエリザヴェータ、オーストリアのマリア・テレジアと3人の女性が反フリードリヒ大王包囲網を結成したことをペチコート同盟と呼ぶ場合がある。そして七年戦争が勃発した。

## 一覧

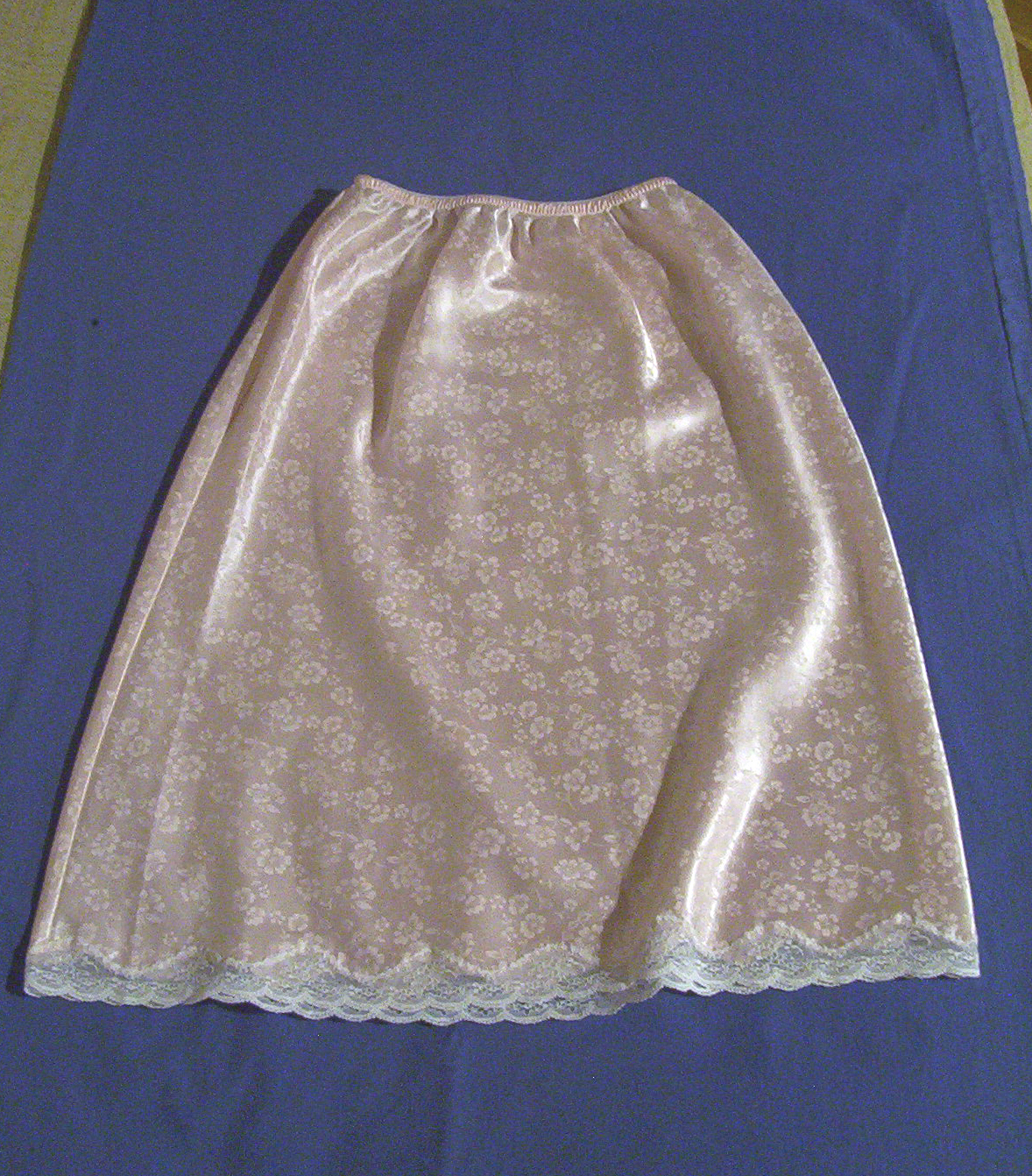
柄物のペティコート
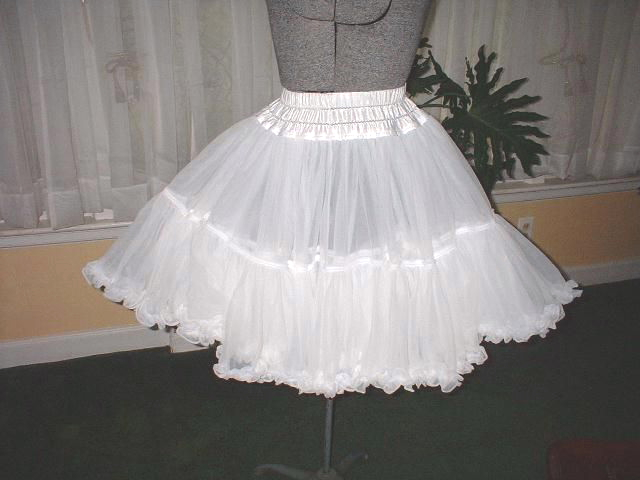
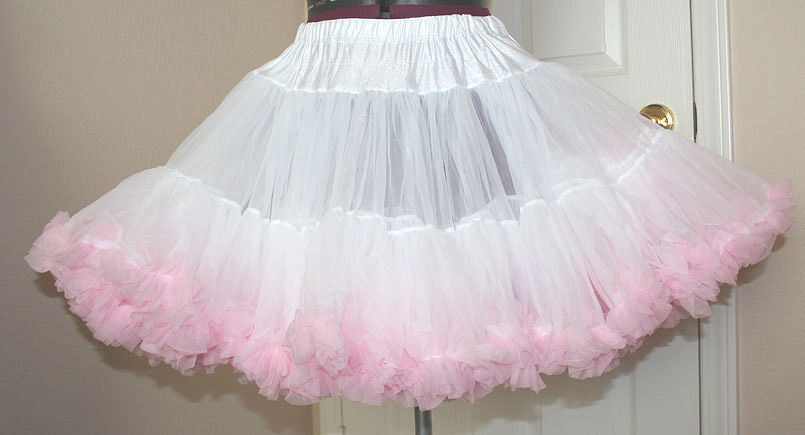
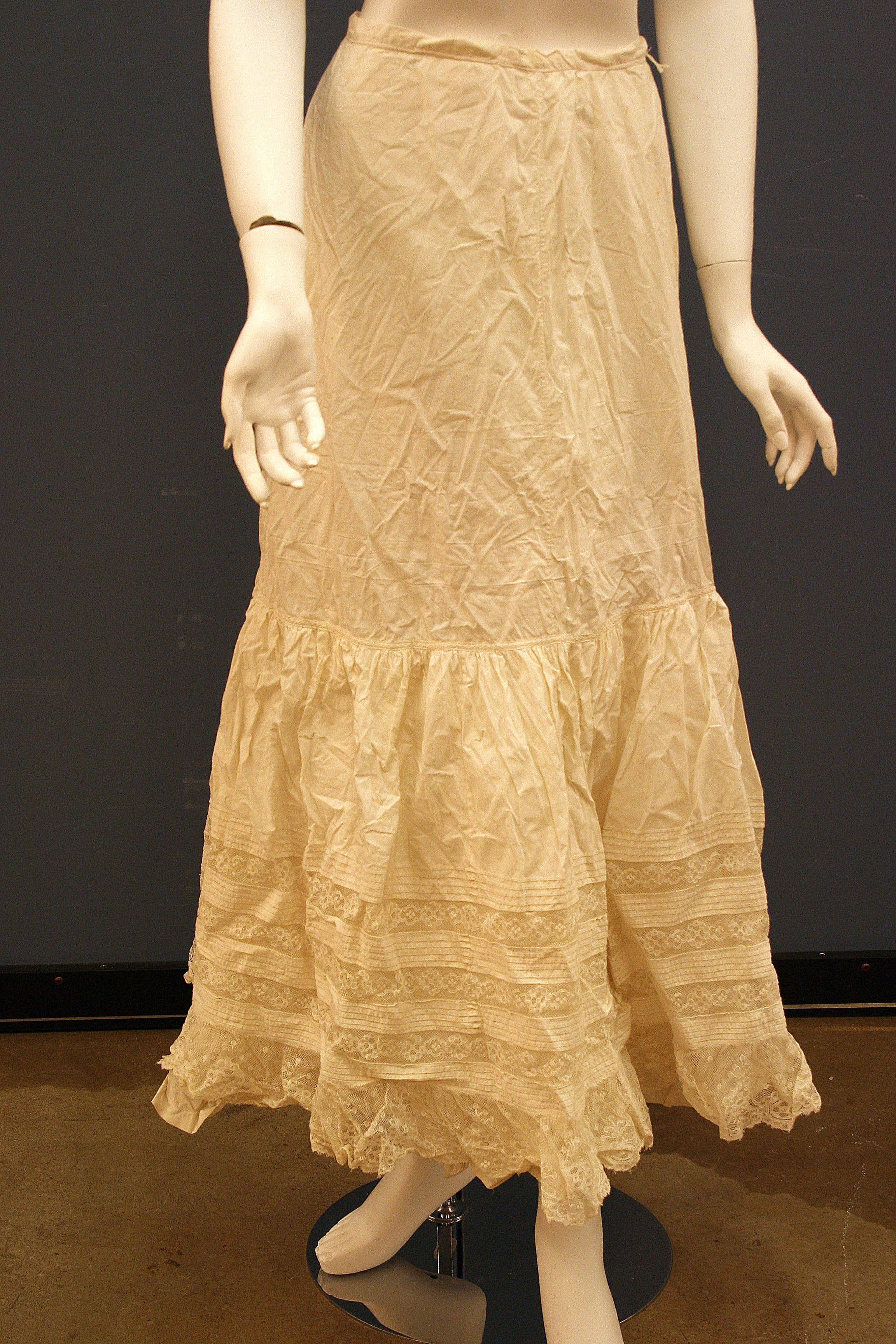
1904年